# Mats Åberg (kyrkomusiker)
Mats Göran Axel Åberg, född 14 juli 1943 i Pajala, är en svensk kyrkomusiker och organist. Han är son till kontraktsprosten Kuno Åberg och Gunborg Lundström. Mats Åberg är bror till domkyrkoorganisten Lars Åberg.
Mats Åberg är en auktoritet inom barockmusik. Han fick sin kyrkomusikerutbildning vid Kungliga Musikhögskolan i Stockholm. Efter diplom 1969 (lärare var Olle Scherwin och Alf Linder) studerade han vidare i Holland och Italien. Han har varit kyrkomusiker i Hjorthagskyrkan 1970–71, Eksjö kyrka 1971–75 samt i Falu Kristine kyrka 1975–2003. 
Åberg var en drivande kraft bakom det uppmärksammade orgelbygget 1982, då man i Falu Kristine kyrka byggde ett nytt instrument inspirerat av Johan Niclas Cahmans stilideal. Kring denna orgel arrangerade han Falu Internationella Orgelakademi 1983–1993. Som orgelpedagog har Mats Åberg varit verksam vid kantorskurser 1969–1972, vid Musikkonservatoriet Falun 1978-2005, och vid Musikhögskolan i Göteborg 1984–88. Mellan 1989 och 2008 undervisade han i orgelspel och orgelmetodik på Kungliga Musikhögskolan i Stockholm.
År 1997 utkom hans orgelskola på Verbums förlag.
Mats Åberg är representerad i Verbums psalmbokstillägg 2003 med doppsalmen Gud Fader har skapat mig, som nummer 724. Den finns också publicerad i Kyrksång 2001.
Mats Åberg ägnar sig även åt korsordskonstruktion och medverkar regelbundet i flera tidningar, bland annat Svenska Dagbladet.

## Diskografi
- Music for a Cahman Organ, BIS-CD-229
- Orglarna i Kristine kyrka – Mats Åberg spelar J S Bach, Oak Grove CD 2003
- Hill-orgeln i Stora Kopparbergs kyrka – invigning & tre konserter ... , Oak Grove CD 2006